# 창공-91
창공-91(창공 구십일)은 대한항공이 1991년에 개발한 5인승 경비행기이다.

## 제원[1]
| 전장           | 전장              | 7.7 m                                                                                       |
| 전폭           | 전폭              | 10.2 m                                                                                      |
| 전고           | 전고              | 2.7 m                                                                                       |
| 자중           | 자중              | 830 kg                                                                                      |
| 유상하중       | 유상하중          | 236 kg                                                                                      |
| 최대이착륙중량 | 최대이착륙중량    | 1227 kg                                                                                     |
| 연료중량       | 연료중량          | 161 kg                                                                                      |
| 주날개         | 날개꼴            | NACA 632-415                                                                                |
| 주날개         | 면적              | 14.86 m²                                                                                    |
| 주날개         | 평균공력시위      | 1.48 m                                                                                      |
| 주날개         | 테이퍼비          | 0.7                                                                                         |
| 주날개         | 가로세로비        | 7                                                                                           |
| 주날개         | 후퇴각            | 0도 (40% 시위선)                                                                            |
| 주날개         | 붙임각            | 2도                                                                                         |
| 주날개         | 상반각            | 6도                                                                                         |
| 주날개         | 비틀림각          | 3도                                                                                         |
| 주날개         | 플랩 폭           | 2.61 m                                                                                      |
| 주날개         | 플랩 시위         | 날개시위의 25%                                                                              |
| 주날개         | 플랩 변위         | 15도 / 30도 / 40도                                                                          |
| 주날개         | 에일러론 폭       | 1.8 m                                                                                       |
| 주날개         | 에일러론 시위     | 날개시위의 25%                                                                              |
| 주날개         | 에일러론 변위     | 위 25도, 아래 12.5도                                                                        |
| 수평꼬리날개   | 형식              | geared tab을 장착한 전가동식(stabilator)                                                    |
| 수평꼬리날개   | 날개꼴            | NACA 0012                                                                                   |
| 수평꼬리날개   | 면적              | 2.64 m²                                                                                     |
| 수평꼬리날개   | 폭                | 3.69 m                                                                                      |
| 수평꼬리날개   | 평균공력시위      | 0.72 m                                                                                      |
| 수평꼬리날개   | 테이퍼비          | 0.872                                                                                       |
| 수평꼬리날개   | 가로세로비        | 5.1                                                                                         |
| 수평꼬리날개   | 후퇴각            | 0.281도 (25% 시위선에서)                                                                    |
| 수평꼬리날개   | 탭 폭             | 2.68 m                                                                                      |
| 수평꼬리날개   | 탭 평균시위       | 0.11 m                                                                                      |
| 수평꼬리날개   | 수평꼬리날개 변위 | 위 16도, 아래 4도                                                                           |
| 수직꼬리날개   | 날개꼴            | NACA 0012                                                                                   |
| 수직꼬리날개   | 면적              | 1.11 m²                                                                                     |
| 수직꼬리날개   | 폭                | 1.35 m                                                                                      |
| 수직꼬리날개   | 평균공력시위      | 1.0 m                                                                                       |
| 수직꼬리날개   | 테이퍼비          | 0.58                                                                                        |
| 수직꼬리날개   | 가로세로비        | 1.38                                                                                        |
| 수직꼬리날개   | 후퇴각            | 29도 (25% 시위선에서)                                                                       |
| 수직꼬리날개   | 방향타 면적       | 0.5 m²                                                                                      |
| 수직꼬리날개   | 최대변위각        | 25도                                                                                        |
| 동체           | 총길이            | 7.0 m                                                                                       |
| 동체           | 최대폭            | 1.17 m                                                                                      |
| 동체           | 최대높이          | 1.30 m                                                                                      |
| 착륙장치       | 윤거              | 2.88 m                                                                                      |
| 착륙장치       | 축거              | 1.95 m                                                                                      |
| 착륙장치       | 주바퀴 타이어     | 6.00-6 6 PLY 50psi                                                                          |
| 착륙장치       | 앞바퀴 타이어     | 5.00-5 6 PLY 42 psi                                                                         |
| 엔진           | 모델명            | 라이코밍 IO-360-A1B6                                                                        |
| 엔진           | 출력              | 200 hp @ 2700 RPM                                                                           |
| 프로펠러       | 모델명            | Hartzell HC-C2YK-1BF/F 7666 A-2                                                             |
| 프로펠러       | 직경              | 1.88 m                                                                                      |
| 프로펠러       | 깃 수             | 2개                                                                                         |
| 최대속도       | 최대속도          | 231.5 km/h (125 kts, 고도 2200 ft)                                                          |
| 경제속도       | 경제속도          | 200.0 km/h (108 kts, 고도 5500 ft)                                                          |
| 실속속도       | 실속속도          | 플랩 0도: 114.8 km/h (62 kts) 플랩 20도: 107.4 km/h (58 kts) 플랩 40도: 100.0 km/h (54 kts) |
| 상승율         | 상승율            | 3.96 m/s (780 ft/min, 해면고도)                                                             |
| 이륙거리       | 이륙거리          | 535 m (고도 50 ft)                                                                          |
| 착륙거리       | 착륙거리          | 410 m (고도 50 ft)                                                                          |

## 참고 문헌
1. ↑  과학기술처 (1992년). 《다목적 소형항공기 개발 연구 (4차년)》. 315~320쪽.